# Muzaffer Tokaç
Muzaffer Tokaç (né le 22 juillet 1922 à l'époque dans l'Empire ottoman, aujourd'hui en Turquie, et mort le 1er juillet 2009 aux États-Unis) est un joueur de football international turc, qui évoluait au poste de milieu de terrain.

## Biographie

### Carrière en sélection
Avec l'équipe de Turquie, il joue 13 matchs (pour 2 buts inscrits) entre 1948 et 1952[réf. nécessaire]. 
Il figure dans le groupe des sélectionnés lors des Jeux olympiques de 1948 et de 1952. Il joue un match lors du tournoi olympique de 1952 organisé en Finlande.